# Éric de Chassey
Éric de Chassey, nacido el 1 de octubre de 1965 en Pittsburgh, es un historiador del arte, crítico y profesor de historia del arte contemporáneo en la Université François-Rabelais de Tours. El 4 de septiembre de 2009, fue nombrado director de la Academia de Francia en Roma, sucediendo a Frédéric Mitterrand·.

## Obras
- La violence décorative: Matisse et les Etats-Unis, Nîmes, Ediciones Jacqueline Chambon, 1998.
- La peinture efficace, Une histoire de l’abstraction aux Etats-Unis, 1910-1960, París, Ediciones Gallimard, 2001.
- Henri Matisse – Ellsworth Kelly – Dessins de plantes (en colaboración con Rémi Labrusse), Paris, Gallimard y Centre Pompidou, 2002.
Versión americana, Henri Matisse-Ellsworth Kelly-Plant Drawings, New York, Gingko Press, 2002. Una versión revisada del texto acompañado por los dibujos de Matisse se ha publicado con un resumen en letón (« Matiss, augi un dekorativisms ») en Mākslas, vēsture & teorija, Riga, n.º 6-7, 2006, p.27-32.
- París: capital de las artes, 1900-1968 junto con Sarah Wilson y la colaboración del Museo Guggenheim Bilbao, y la Royal Academy of Arts de Gran Bretaña. Editado por el Museo Guggenheim, 2002(ISBN 84-95216-20-5, 9788495216205)
- Pascal Pinaud, Transpainting, Ginebra, Musée d’Art Moderne et COntemporain, 2003.
- The Gilbert and Catherine Brownstone Collection: Hydraulic Muscles Pneumatic Smiles, Palm Beach, Norton Museum, 2003.
- Eugène Leroy, Autoportrait, París, Gallimard, 2004.
- Platitudes, Une histoire de la photographie plate, París, Ediciones Gallimard, 2006.